# Дума про Хведора Безрідного
«Дума про Хведора Безрідного» — українська дума, основним образом якої є смерть та похорон Хведора (Федора) Безрідного.

## Музика
У серпні 1874 року відбувся ІІІ-ій Археологічний з'їзд у Києві. На цьому з'їзді порушили питання стосовно кобзарів та кобзарських співів. Микола Лисенко виголосив доповідь про кобзаря Остапа Вересая, яка була пізніше надрукована як реферат у Записках Географічного товариства. У праці «Характеристика музыкальных особенностей малорусских дум и песен, исполняемых кобзарем Остапом Вересаем», Лисенко опублікував тексти і мелодії думи: «Хведір безродний, бездольний».
«Про Федора Безрідного» Гнат Хоткевич писав, що він узяв як основу мелодію котру записав Микола Лисенко від Остапа Вересая.
Климент Квітка писав: П. Демуцький творив і сам мелодії, — той голос, на який співає тепер соліст 1-ї капели кобзарів Михайло Полотай думу «Про Хведора Безрідного» є утвір П. Демуцького (акомпанемент склав сам Михайло Полотай)". К. Квітка Вибрані Статті Т.2 (Київ, 1986) Ст. 93.

## Виконавці
- Остап Вересай,
- Іван Кравченко-Крюковський,
- Гнат Хоткевич,
- Михайло Полотай,
- Федір Жарко,
- Георгій Ткаченко,
- Віктор Мішалов.